# Örgryte IS
Maillots
Dernière mise à jour : 20 février 2025.
Le Örgryte IS (nom complet : Örgryte Idrottsällskap - abréviation : ÖIS) est un club de football suédois basé à Göteborg. En 2016, il évolue en Superettan, qui représente la 2e division dans la hiérarchie suédoise. Le club, créé le 4 décembre 1887, a gagné quatorze championnats mais est devenu champion suédois seulement douze fois parce qu'aucun club n'a été donné le titre entre 1926 et 1930, même si la ligue de premier rang Allsvenskan a été joué. Le club a gagné une coupe de Suède aussi. Il est le plus ancien club de football en Suède. Le club a également trois autres sections: bowling, athlétisme et lutte.

## Historique
- 1887 : fondation du club
- 1896 : 1er titre de championnat
- 1909 : 10e titre de championnat (et le droit de mettre une étoile au-dessus de la crête)
- 1964 : 1re participation à une Coupe d'Europe (C3, saison 1964-1965)
- 2000 : 1er titre en coupe suédoise

## Palmarès et statistiques

### Palmarès
| Compétitions nationales | Compétitions internationales |
| - Championnat de Suède (14) - Champion : 1896, 1897, 1898, 1899, 1902, 1904, 1905, 1906, 1907, 1909, 1913, 1926, 1928, 1985 - Coupe de Suède (1) - Vainqueur : 2000 - Finaliste : 1998 | - Néant                      |

## Soutiens et image

### Groupes de supporters
Le nom du fan club officiel est ÖIS Supporterklubb Balders Hage avec environ 1100 membres. Le second plus grand fan club se nomme Ultras-influenced Inferno Örgryte.

### Supporters célèbres
- Leif Pagrotsky, économiste et homme politique
- Magnus Kahnberg, joueur professionnel de hockey sur glace
- Mikkey Dee, musicien
- Patrik Carnbäck, ancien joueur professionnel de hockey sur glace
- Magnus Gustafsson, ancien joueur professionnel de tennis
- Patrik Sjöberg, ancien athlète
- Mikael Ljungberg, ancien lutteur
- Erica Johansson, ancienne athlète

## Joueurs et personnalités du club

### Entraîneurs
Le tableau suivant présente la liste des entraîneurs du club depuis 1956.
| Rang | Nom               | Période   |
| ---- | ----------------- | --------- |
| 1    | Gunnar Gren       | 1956-1959 |
| 2    | Karl Adamek       | 1960      |
| 3    | Sven-Agne Larsson | 1961-1963 |
| 4    | Walter Probst     | 1964-1965 |
| 5    | Sven-Agne Larsson | 1966-1970 |
| 6    | Agne Simonsson    | 1971-1972 |
| 7    | Helge Börjesson   | 1973      |
| 8    | Sid Huntley       | 1974-1975 |

| Rang | Nom               | Période   |
| ---- | ----------------- | --------- |
| 9    | Lennart Wing      | 1976      |
| 10   | Jan Hallén        | 1976      |
| 11   | Nils Berghamn     | 1977-1978 |
| 12   | Sven-Agne Larsson | 1979-1982 |
| 13   | Agne Simonsson    | 1983-1986 |
| 14   | Bob Houghton      | 1987-1988 |
| 15   | Conny Karlsson    | 1989-1990 |
| 16   | Torbjörn Nilsson  | 1991-1993 |

| Rang | Nom                   | Période   |
| ---- | --------------------- | --------- |
| 17   | Karl-Gunnar Björklund | 1994-1997 |
| 18   | Bosse Backman         | 1998      |
| 19   | Erik Hamrén           | 1998-2003 |
| 20   | Jukka Ikäläinen       | 2004      |
| 21   | Zoran Lukić           | 2005-2006 |
| 22   | Sören Börjesson       | 2006      |
| 23   | Janne Carlsson        | 2006-2009 |
| 24   | Åge Hareide           | 2009      |

| Rang | Nom               | Période   |
| ---- | ----------------- | --------- |
| 25   | Janne Andersson   | 2010      |
| 26   | Bosse Backman     | 2011      |
| 27   | Roberto Jacobsson | 2011      |
| 28   | Hans Prytz        | 2011-2013 |
| 29   | Marcus Lantz      | 2013-2017 |
| 30   | Sören Börjesson   | 2017-     |